# Majidea forsteri
Majidea forsteri là một loài thực vật có hoa trong họ Bồ hòn. Loài này được (Sprague) Radlk. mô tả khoa học đầu tiên năm 1920.